# Churchill Park
Le Churchill Park est une enceinte sportive fidjienne multifonctionnelle accueillant des compétitions de football et de rugby à XV. 
Localisée à Lautoka, située au nord-ouest de l'île de Viti Levu aux Fidji, c'est une arène de 18 000 places utilisée principalement par le Lautoka FC et par l'équipe des Fidji de rugby à XV.

## Historique
C'est sur ce terrain que les Fidjiens ont battu, le 14 août 1954, les Maori de Nouvelle-Zélande sur le score de 19 à 12. Le Churchill Park a également accueilli la Coupe des nations du Pacifique de rugby et des rencontres de championnat local et de coupe : la Colonial Cup et la Sanyo Cup. 